# Ferrocarril Transiranià
El ferrocarril Transiranià (a vegades anomenat transpersa) fou una xarxa ferroviària de l'Iran executada finalment el 1936 i construïda mercès als ingressos pel petroli. Unia la mar Càspia amb el golf Pèrsic, amb branques que s'estenien a l'est cap a Mashad, a l'oest cap a Tabriz i una branca central cap a Yedz.